# Christmas in the Heart
Christmas In The Heart —en español: Navidad en el corazón— es el trigésimo cuarto álbum de estudio del músico estadounidense Bob Dylan, publicado por la compañía discográfica Columbia Records en octubre de 2009.
A pesar de su origen judío, Dylan publicó un álbum con himnos, villancicos y canciones populares de Navidad y destinó sus ganancias por derechos de autor con el fin de recaudar fondos para las organizaciones Feeding America en Estados Unidos y Crisis en el Reino Unido, y para el Programa Mundial de Alimentos de la ONU. Sobre la popularidad de la música navideña, el músico comentó: «Es de todo el mundo y todo el mundo puede identificarse con ella a su manera».
Tras su publicación, Christmas in the Heart obtuvo críticas muy dispares por parte de la prensa musical, desde medios que elogiaron el álbum por salirse del estereotipo musical de Dylan hasta periodistas que criticaron el proyecto por frívolo y falto de sentido. Desde el punto de vista comercial, el álbum debutó en el primer puesto de las listas de Billboard Holiday Albums Chart y Folk Album Chart, en la décima posición de la lista de álbumes de rock y en el veintitrés de la lista general Billboard 200.

## Grabación
| «Es una tragedia que más de 35 millones de personas en este país, doce de ellos niños, vayan a veces a la cama con hambre y se levanten cada mañana inseguros de dónde vendrá la siguiente comida. Me uno a la buena gente de Feeding America con la esperanza de que nuestro esfuerzo pueda dar seguridad a la gente con necesidades durante estas vacaciones». —Bob Dylan. |

Dylan grabó Christmas in the Heart en los estudios Groove Master de Santa Mónica (California) con su banda habitual en la gira Never Ending Tour y con la colaboración de David Hidalgo, multiinstrumentista y miembro de Los Lobos, unos meses después de publicarse su anterior trabajo, Together Through Life. 
En una entrevista concedida a Street News Service, Dylan confesó que la idea sobre un álbum de villancicos no era nueva. «A veces pasaba por mi cabeza. El primero en darme la idea fue Walter Yetnikoff, cuando era presidente de Columbia Records». En la entrevista, el periodista Bill Flanagan le preguntó por qué había interpretado las canciones con un estilo sencillo, a lo que Dylan respondió: «No había otro modo de tocarlas. Estas canciones son parte de mi vida, como las canciones folk. Tienes que tocarlas de ese modo». Cuando Flanagan abordó las críticas al álbum y la creencia de algunos que veían en el álbum un tratamiento irónico de los villancicos, Dylan respondió: «Críticos como esos están siempre fuera y mirando dentro. No son evidentemente seguidores o el público para el que toco. No tienen un nivel de comprensión de mí ni de mi trabajo, de lo que puedo y no puedo hacer, de todo en general. Incluso ahora mismo no saben qué hacer conmigo».
Tras la grabación de Christmas in the Heart, Dylan acordó ceder sus ganancias en términos de derechos de autor por las ventas del disco en Estados Unidos a la organización benéfica Feeding America, mientras que otras dos organizaciones, Crisis y el Programa Mundial de Alimentos de la Organización de las Naciones Unidas, obtuvieron los derechos de autor sobre la base de las ventas a nivel mundial. Al respecto, Dylan comentó: «Que el problema del hambre se pueda solucionar en última instancia significa que ambos necesitamos hacer lo que podamos para ayudar a aquellos que están sufriendo y apoyar los esfuerzos necesarios para encontrar soluciones a largo plazo. Me siento honrado de colaborar con el Programa Mundial de Alimentos y con Crisis en su lucha contra el hambre».

## Recepción
Tras su publicación, Christmas in the Heart en general reseñas mixtas de la prensa musical, con una calificación de 62 sobre 100 en la web Metacritic basada en diecisiete reseñas. Aunque el giro musical de Dylan a la hora de grabar un álbum de villancicos fue acogido con escepticismo en un principio, el trasfondo benéfico y el resultado final del proyecto fue alabado por la crítica al suponer un soplo de aire fresco para las canciones, lo que dio origen a críticas muy dispares. Al respecto, el crítico Jesse Cataldo comentó para Slant Magazine: «Esta agradable sensación de exploración, donde se valora la ligereza en un género que por lo general equivale a un terreno baldío artístico, es incalculable. También demuestra cuánta vida queda n las canciones, y cómo otros artistas triunfaron despedazándolas». Por otra parte, el diario Se7en escribió sobre el álbum: «El arreglo de esta banda mezcla el estilo de las canciones, resultando en un repertorio de canciones navideñas que suenan genuinamente como material moderno a la vez que evitan los tópicos».
Stephen Thomas Erlewine de Allmusic comentó: «Muchos podrían argumentar que Dylan cantando estos villancicos es suficientemente inesperado, y es cierto, hay veces que su gravoso estruendo es un poco pronunciado, pero nada aquí es forzado, todo parece bastante divertido, siempre y cuando estés en la misma onda que el Bob de estos últimos días, donde el sonido y el ritmo de la banda son tan importantes como la canción, donde hay una nostalgia resacosa e innegable para todos los procedimientos. Y, por supuesto, no hay mejor momento para un sonido de celebración y la nostalgia que las vacaciones, que puede ser la razón por la cual Christmas in the Heart es placentero». Por otra parte, Robert Christgau le otorgó una mención honorífica según su sistema de calificación y destacó las canciones «Must Be Santa» y «Winter Wonderland».
En 2012, la revista Rolling Stone situó al álbum en el puesto veintiuno de la lista de los mejores discos de villancicos de todos los tiempos y comentó: «Christmas in the Heart es un gran título para este álbum inesperado y extrañamente inspirado –porque con Dylan en el micrófono, ciertamente no es la Navidad en su voz. De hecho, su voz de barítono canoso es lo que da a su 34º álbum un encanto subversivo: hacer un villancico como "The First Noel" o una canción pop de la posguerra como "Christmas Island" recta y seria, hace que las escuchas con nuevos oídos. Con la ayuda de músicos como David Hidalgo de Los Lobos y el guitarrista Phil Upchurch, [Dylan] canta con nostalgia real así como con tierna fragilidad, honrándola como música estadounidense y haciéndola parte de su propia historia».
A nivel comercial, Christmas in the Heart alcanzó el primer puesto en la lista estadounidense Top Holiday Albums y el nueve en Top Rock Albums, mientras que en la genérica Billboard 200 llegó al veintitrés. En el Reino Unido, el álbum alcanzó el puesto cuarenta de la lista de discos más vendidos, mientras que el sencillo «Must Be Santa» alcanzó el puesto 41, la mejor posición para un sencillo del músico desde el lanzamiento en 1995 de «Dignity».

## Lista de canciones
| N.º | Título                                   | Escritor(es)                                     | Duración |  |
| 1.  | «Here Comes Santa Claus»                 | Gene Autry, Oakley Haldeman                      | 2:35     |  |
| 2.  | «Do You Hear What I Hear?»               | Noël Regney, Gloria Shayne Baker                 | 3:02     |  |
| 3.  | «Winter Wonderland»                      | Felix Bernard, Richard B. Smith                  | 1:52     |  |
| 4.  | «Hark the Herald Angels Sing»            | Wesley, arr. Dylan                               | 2:30     |  |
| 5.  | «I'll Be Home for Christmas»             | Buck Ram, Kim Gannon, Walter Kent                | 2:54     |  |
| 6.  | «Little Drummer Boy»                     | Katherine K. Davis, Henry Onorati, Harry Simeone | 2:52     |  |
| 7.  | «The Christmas Blues»                    | Sammy Cahn, David Jack Holt                      | 2:54     |  |
| 8.  | «O' Come All Ye Faithful»                | Tradicional, arr. Dylan                          | 2:48     |  |
| 9.  | «Have Yourself a Merry Little Christmas» | Hugh Martin, Ralph Blane                         | 4:06     |  |
| 10. | «Must Be Santa»                          | William Fredericks, Hal Moore                    | 2:48     |  |
| 11. | «Silver Bells»                           | Jay Livington, Ray Evans                         | 2:35     |  |
| 12. | «The First Noel»                         | Tradicional, arr. Dylan                          | 2:30     |  |
| 13. | «Christmas Island»                       | Lyle Moraine                                     | 2:27     |  |
| 14. | «The Christmas Song»                     | Mel Tormé, Bob Wells                             | 3:56     |  |
| 15. | «O Little Town of Bethlehem»             | Tradicional, arr. Dylan                          | 2:17     |  |

## Personal
| Músicos - Bob Dylan: guitarra, teclados, armónica y voz - Tony Garnier: bajo - Phil Upchurch: guitarra y mandolina - Patrick Warren: piano, órgano eléctrico y celesta - David Hidalgo: acordeón, guitarra, mandolina y violín - Donnie Herron: steel guitar, mandolina, trompeta y violín - George Recile: batería y percusión - Amanda Barrett, Bill Cantos, Randy Crenshaw, Abby DeWald, Nicole Eva Emery, Walt Harrah, Robert Joyce: coros | Equipo técnico - Jack Frost: productor - David Bianco: grabación y mezclas - Bill Lane: ingeniero asistente - David Spreng: ingeniero asistente - Glen Suravech: ingeniero asistente |

## Posición en listas
| País              | Lista                   | Posición |
| ----------------- | ----------------------- | -------- |
| Alemania          | Media Control Charts    | 37       |
| Austria           | Ö3 Austria Top 40       | 44       |
| Bélgica (Flandes) | Ultratop 200 Albums     | 89       |
| Bélgica (Valonia) | Ultratop 200 Albums     | 22       |
| Dinamarca         | Album Top 40            | 14       |
| España            | Promusicae Music Charts | 54       |
| Estados Unidos    | Billboard 200           | 23       |
| Estados Unidos    | Top Holiday Albums      | 1        |
| Estados Unidos    | Top Rock Albums         | 9        |
| Francia           | SNEP Albums Chart       | 119      |
| Noruega           | VG-lista Top 40 Albums  | 5        |
| Países Bajos      | Mega Albums Top 100     | 34       |
| Reino Unido       | UK Albums Chart         | 40       |
| Suecia            | Albums Top 60           | 6        |
| Suiza             | Swiss Top Albums 100    | 80       |

| Sencillo        | País        | Lista            | Posición |
| --------------- | ----------- | ---------------- | -------- |
| «Must Be Santa» | Reino Unido | UK Singles Chart | 41       |